# Freiburská univerzita (Švýcarsko)
Freiburská univerzita či Fribourská univerzita (francouzsky: Université de Fribourg, německy: Universität Freiburg) je švýcarská univerzita nacházející se ve městě Fribourg (německy Freiburg im Üechtland) v kantonu Fribourg. Jde o jedinou švýcarskou dvojjazyčnou univerzitu.

## Historie
Byla založena v roce 1889 místním podnikatelem Georgem Pythonem, avšak původ zdejší univerzity lze dohledat až v roce 1580,[zdroj?] kdy zde byl založen jezuitský seminář sv. Michala.
Výuka na univerzitě probíhá ve francouzštině a němčině. Studuje zde přibližně 10 tisíc studentů.
Kampus Misericorde, postavený v letech 1939 až 1942, byl navržen architekty Honeggerem a Dumasem, studenty slavného švýcarského architekta Le Corbusiera.
Univerzita sestává z pěti fakult: (katolické) teologické, právnické, filozofické, přírodovědecké a hospodářských a sociálních věd.

## Slavní absolventi
- Chajim Weizmann – bývalý izraelský prezident, sionistický vůdce a chemik
- Ignacy Mościcki – bývalý polský prezident
- Joseph Deiss – bývalý švýcarský prezident
- Juan Carlos I. – bývalý španělský král